# Tzibantzá

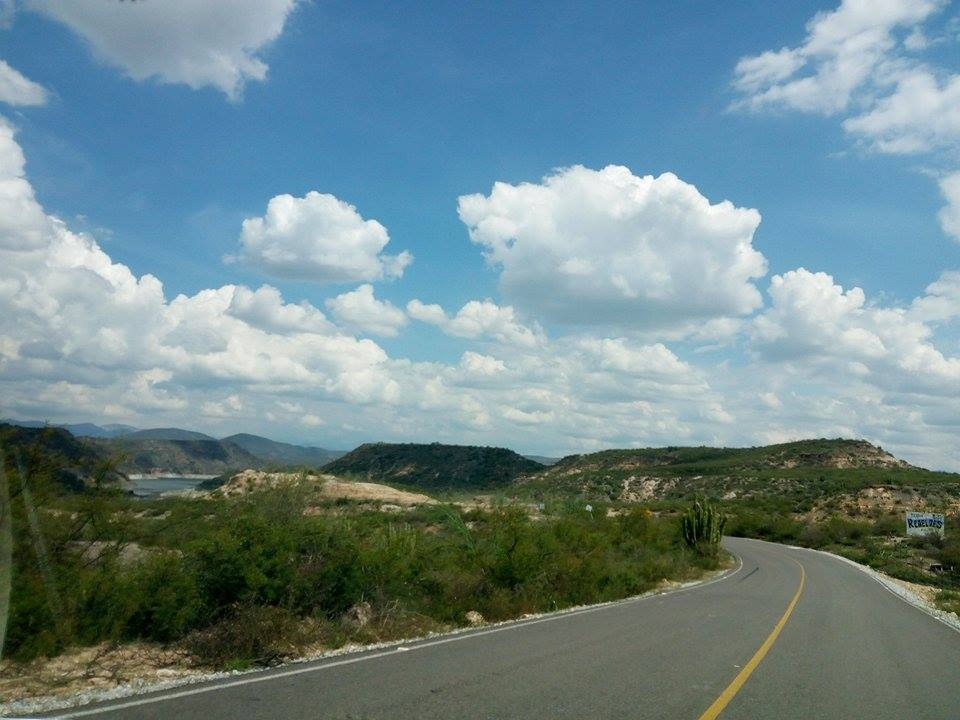
Vista parcial de Tzibanzá, desde Calle 22

Tzibanzá es una localidad del estado mexicano de Querétaro, forma parte del municipio de Cadereyta de Montes y se localiza en los límites entre el estado de Querétaro e Hidalgo. Se ubica en la parte suroeste del municipio y es considerada, junto con Boyecito, La Nopalera, Tziquía y Xodhé comunidades propiamente otomíes.
Su población, de acuerdo a los resultados del Conteo de Población y Vivienda de 2010 realizado por el Instituto Nacional de Estadística y Geografía es de 372 habitantes, siendo 178 hombres y 194 mujeres. La Secretaría de Desarrollo Social (SEDESOL) incluye esta localidad dentro de su Programa para el Desarrollo de Zonas Prioritarias (PDZP) y la cataloga como una comunidad rural, con alto grado de marginación. El Catálogo de lenguas indígenas nacionales del Instituto Nacional de Lenguas Indígenas, señala a esta comunidad con gente hablante del Otomí del Valle del Mezquital.

## Educación
El Sistema Nacional de Información de Escuelas de la Secretaría de Educación Pública, informa que en la comunidad existen 3 planteles educativos de educación básica (preescolar y primaria indígenas y una telesecundaria.

## Flora

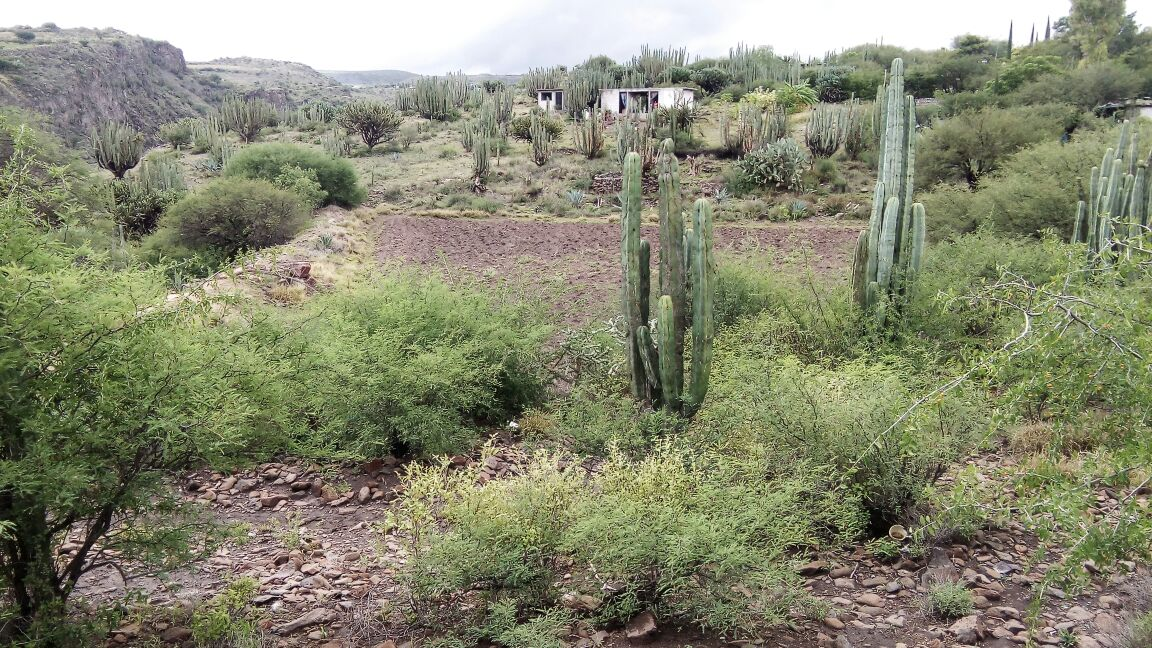
Vista desde el noreste del poblado de Tzibantzá. Las cactáceas columnares y las fabáceas son abundantes.

Las especies vegetales que abundan en la región son las cactáceas (Cactaceae), fabáceas (Fabaceae) y gramíneas (Poaceae). Asimismo, más cerca del asentamiento humano se encuentran árboles adaptados al medio como casuarinas (Casuarinaceae) y especies frutales que crecen en traspatio: higo (Moraceae), papaya (Caricaceae), limón (Rutaceae), guayaba (Myrtaceae), granada (Lythraceae), plátano (Musaceae), entre otros.

## Economía
La pesca es un elemento importante en la economía de la comunidad; adicionalmente el turismo es una fuente de ingresos; la agricultura también es un factor importante, se produce maíz, frijol, cebolla, tomate, jitomate, calabaza; estos cultivos constituyen la base de su alimentación.

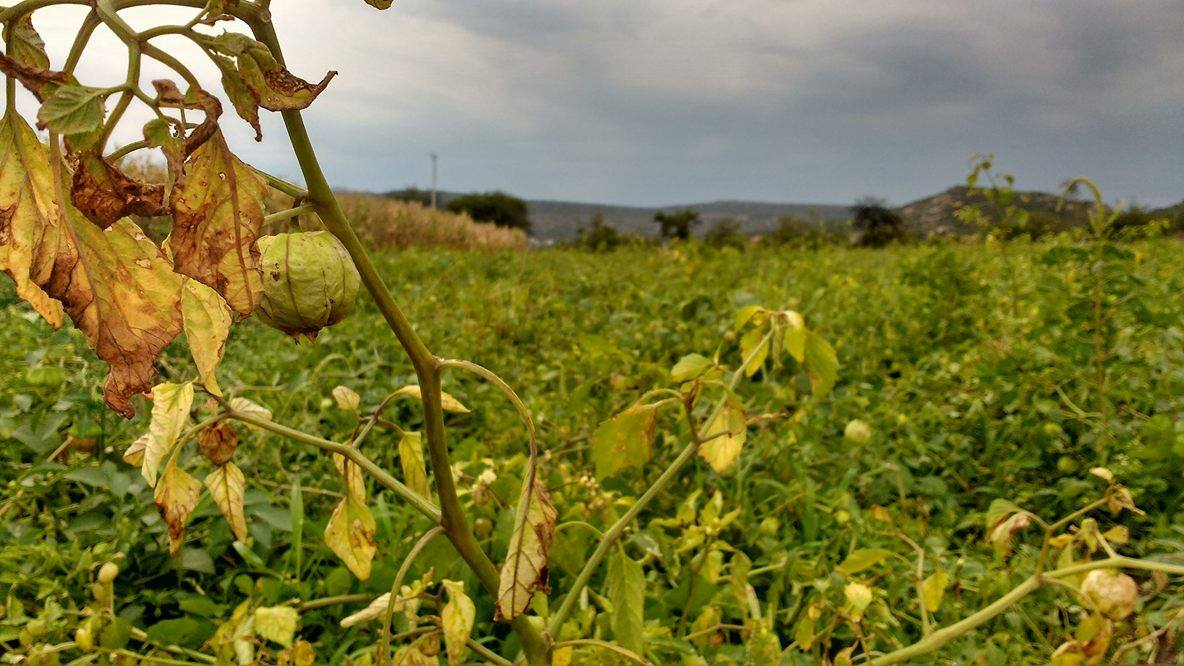
Campo de tomate, en las inmediaciones de Tzibantzá